# Abraham I (patriarcha Gruzji)
Abraham – Katolikos-Patriarcha Gruzji w latach 1282–1310.

## Życiorys
Urząd zwierzchnika Gruzińskiego Kościoła Prawosławnego sprawował w okresie upadku potęgi Gruzji, podbitej przez Mongołów. W 1289 udał się razem z królem Dymitrem II przed wyjazdem do Złotej Ordy, gdzie ten został skazany na śmierć i ścięty za udział w spisku przeciwko chanowi mongolskiemu Argunowi (w razie niestawienia się króla w Ordzie Argun groził nowym najazdem na ziemie gruzińskie). Abraham pobłogosławił decyzję króla o stawieniu się przed Argunem, po wydaniu wyroku śmierci przyjął od niego ostatnią spowiedź, następnie był świadkiem egzekucji. Katolikosowi udało się przewieźć ciało króla do Gruzji, gdzie Dymitr został nieformalnie uznany za męczennika.
W 1293 koronował na króla syna Dymitra II – Dawida VIII.